# إيقاع الداخل
إيقاع الداخل (بالإنجليزية: Rhythm Inside) هو اسم إحدى الأغاني الممثلة لبلجيكا في مسابقة يوروفيجن للأغاني لسنة 2015. واختير لويك نوتي محليًا ليغني الأغنية في 3 نوفمبر 2014.
في 19 مايو 2015، أدى لويك الأغنية خلال النصف النهائي الأول لمسابقة يوروفيجن للأغاني 2015 في فيينا، النمسا. وأداها مرة أخرى في 23 مايو 2015 بمرحلة النهائيات، حيث احتلت المركز الرابع برصيد 217 نقطة.

## الأغنية المصورة
رافقت الأغنية المصورة إصدار «إيقاع الداخل» وأطلقت أول مرة على اليوتيوب في 10 مارس 2015 بطول ثلاثة دقائق وثانية واحدة. الأغنية المصورة الثانية رُفعت على اليوتيوب في 19 مايو 2015. الفيديو أنتجه وأخرجه جوش برانداو.

## قائمة المسار
| #  | عنوان           | المدة |
| -- | --------------- | ----- |
| 1. | "Rhythm Inside" | 2:52  |

## تاريخ الإصدار
| الدولة           | التاريخ      | الشكل      | العلامة التجارية             |
| ---------------- | ------------ | ---------- | ---------------------------- |
| بلجيكا           | 11 مارس 2015 | تحميل رقمي | سوني للترفيه الموسيقي بلجيكا |
| الولايات المتحدة | 11 مارس 2015 | تحميل رقمي | سوني للترفيه الموسيقي بلجيكا |